# Denis Maurey
Pour les articles homonymes, voir Maurey.

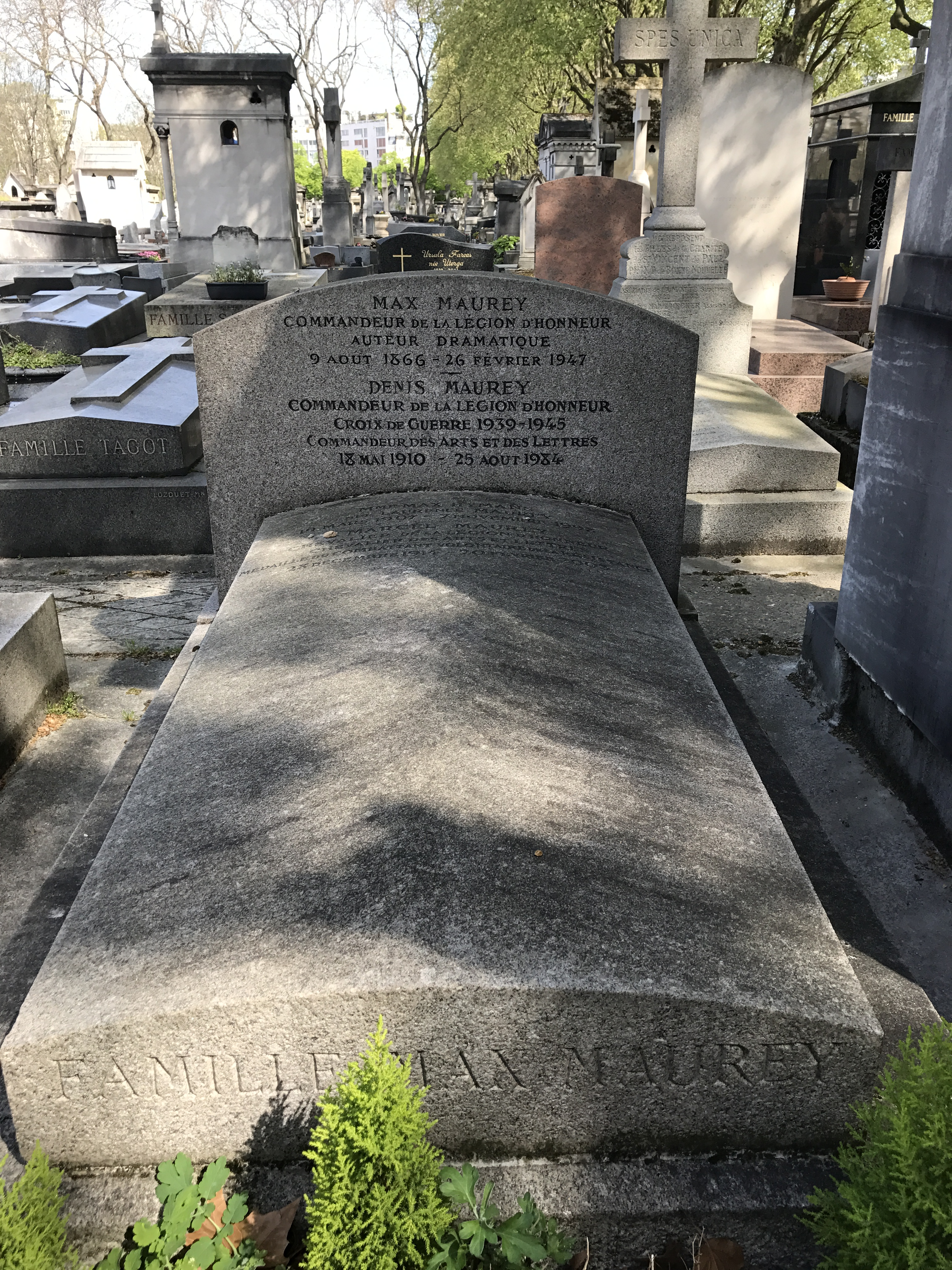
Tombe de Denis Maurey au cimetière du Montparnasse (Paris).

Denis Maurey est un directeur de théâtre français né le 18 mai 1910 à Neuilly-sur-Seine, ville où il est mort le 25 août 1984.

## Biographie
Fils du dramaturge Max Maurey et d'Yvonne Nadault de Buffon, il reprend, avec son frère Marcel, la direction du théâtre des Variétés en 1945.
Président du syndicat des directeurs de théâtres de Paris de 1961 à 1984, président de l'Association pour le soutien du théâtre privé de 1972 à 1984, il fut également vice-président de l'Amicale des directeurs de théâtres privés.

## Titres et décorations
- Commandeur de la Légion d'honneur.
- Croix de guerre 1939-1945 avec palme.
- Commandeur de l'ordre des arts et des lettres.
- Médaille Beaumarchais (attribuée par la société des auteurs et compositeurs dramatiques en 1981)